# Headcleaner
Headcleaner is het debuutalbum van de Nederlandse punkband I Against I. Het werd uitgebracht in 1998 door Epitaph Records. De band had eerder in 1996 al een contract bij het grote Amerikaanse label Epitaph Records een contract getekend en was daarmee de eerste Europese band die een album bij het label liet uitgeven. De ep Top of the World werd hierna in 1997 door Epitaph uitgegeven. Op deze ep staan twee nummers die ook op dit album te horen zijn, namelijk Top of the World en Look Inside. Het album werd geproduceerd door Bill Stevenson en Stephen Egerton (die allebei in de bands All en Descendents spelen) in The Blasting Room.

## Nummers
1. Maybe Tomorrow - 2:37
2. Passed Me By - 2:33
3. Stumble and Stare - 1:49
4. Top of the World - 2:34
5. Ordinary Fight - 2:31
6. Look Inside - 2:28
7. The Signs - 2:24
8. Nailed to the Floor - 2:26
9. Time - 3:00
10. The Bottom - 2:00
11. Lesson to Be Learned - 2:23
12. Ideals - 1:51
13. Utopia - 2:47
14. All by Yourself - 2:50